# 40106 Erben
40106 Erben è un asteroide della fascia principale. Scoperto nel 1998, presenta un'orbita caratterizzata da un semiasse maggiore pari a 2,9329662 UA e da un'eccentricità di 0,1574708, inclinata di 7,34428° rispetto all'eclittica.